# 艾伦丘陵陨石84001
艾伦丘陵陨石84001（英語：Allan Hills 84001，常被缩写为），又被音译为艾伦·希尔斯84001，是由美国的南极陨石搜寻计划（Antarctic Search for Meteorites，ANSMET）小组于1984年12月27日在南极洲艾伦丘陵发现的一颗陨石。和SNC群的其他陨石一样，ALH 84001也被认为来自火星。在发现时，它的重量为为1.93千克。
1996年，这颗陨石曾登上全球新闻的头条，因为当时科学家们宣布这颗陨石可能包含有火星细菌的微型化石证据。由於美國國家航空暨太空總署在同年8月發表「美國總統柯林頓針對火星隕石的演講」，且影片內容被引用到1997年美國科幻片《接觸未來》劇中，因此間接協助該片得以完成。